# Заробітна плата

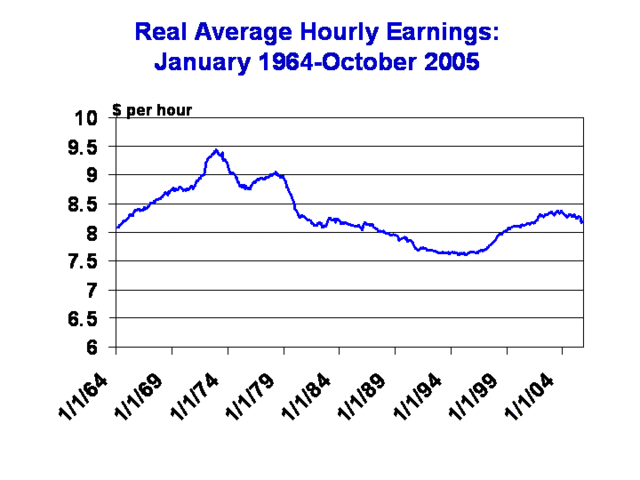
Історичний графік реальної заробітної плати в США з 1964 по 2005 рік.

Заробі́тна пла́та, скорочено зарплата (також заробітна платня, зарплатня) — винагорода, обчислена, зазвичай, у грошовому виразі, яку за трудовим договором власник або уповноважений ним орган виплачує працівникові за виконану ними роботу. Розмір зарплати залежить від попиту та пропозиції на ринку праці, складності та умов виконуваної роботи, професійно-ділових якостей особи, результатів праці та господарської діяльності підприємства.
З точки зору ринкової економіки, заробітна плата — ціна на працю на ринку праці, результат добровільної домовленості між власником здібностей до праці (продавцем праці, представником домогосподарства) та фірмою (покупцем праці).
Заробітна плата входить в структуру ВВП при обчисленні його за доходами (дохід домогосподарств з ринку праці), при обчисленні ВВП за витратами (заробітна плата держслужбовців у складі державних витрат), має високу питому вагу в структурі доходів населення, є складовою частиною витрат підприємства на оплату праці [І. Щирба].

## Теорія
За концепцією В. Петті зарплата є грошовим виразом «мінімуму засобів існування».
А. Сміт у книзі «Дослідження про природу та причини багатства народів» (1776 р.) зазначав, що людина завжди повинна мати можливість існувати своєю працею, і її заробітна плата повинна щонайменше бути достатньою для її існування. Вона навіть у більшості випадків повинна трохи перевищувати цей рівень; у противному випадку їй було б неможливо утримувати родину, і раса цих працівників вимерла б після першого покоління. Тому працівник найнижчого розряду повинен заробляти щонайменше вдвічі більш того, що необхідно для його особистого утримання, щоб він міг виростити двох дітей. Д. Рікардо у «Основах політичної економії та оподатковування» продовжив думку А. Сміта, констатувавши, що "природною ціною праці є та, котра необхідна, щоб працівники мали можливість існувати та продовжувати свій рід без збільшення або зменшення їх числа.
Жан-Батіст Сей у «Трактаті з політичної економії» (1803 р.) вказував, що прості і грубі роботи можуть бути виконані всякою людиною, аби тільки вона була живою і здоровою; підтримка життя та здоров'я становить єдину умову, щоб ці роботи виконувалися. Тому плата за такі роботи звичайно ніде не піднімається вище того, що потрібно для підтримки життя, а число осіб, які пропонують свою працю, досягає рівня існуючого на них попиту та дуже часто перевищує його, тому що неважко народитися на світ, а важко існувати… Потрібно, щоб у такому промислі робітники одержували заробітну плату трохи вище тієї, яка потрібна для простого існування, тобто не менш того, скільки потрібно, щоб утримувати себе і виховувати дітей.
Томас Мальтус у своєму дослідженні «Досвід про закон народонаселення» (1798 р.) писав, що середня величина оплати праці, установлена незалежно від випадкових обставин, зображує потреби суспільства порівняно з кількістю населення: незалежно від того, яке б не було число дітей у кожній родині для підтримки чисельності населення на даному рівні, заробітна плата може бути достатня, перевершувати або виявитися недостатньою для їх виховання, дивлячись на те, чи будуть запаси, призначені для оплати праці, перебувати в нерухомому стані, чи будуть вони поступово зменшуватися або збільшуватися.
К. Маркс розробив теорію заробітної плати як грошового виразу вартості і ціни робочої сили, тобто робітник продає не працю, а робочу силу (здатність до праці).
М.Туган-Барановський вважав заробітну плату часткою робітничого класу в суспільному продукті, яка залежить від продуктивності суспільної праці і соціальної сили робітничого класу. Ойген фон Бем-Баверк звертав увагу на можливість поступок підприємців у частині підвищення розміру заробітної плати під загрозою страйків, організованих профспілками, але відзначав наступний відтік капіталу з галузей з підвищеною зарплатою, заміну живої праці машинною, що в кінцевому підсумку неминуче призведе до зниження зарплати.
Необхідність прямого втручання в регулювання величини і динаміки заробітної плати обґрунтував Дж. М. Кейнс. Щоб уникнути соціальних потрясінь, він запропонував замість зниження зарплати шляхом перегляду колективних угод використати поступове або автоматичне зниження реальної зарплати в результаті зростання цін. Кейнс обґрунтував необхідність політики жорсткої грошової заробітної плати. Його ідеї розвинуті в працях Е.Хансена, Л.Клейна, Д.Робінсона та ін., які запропонували різні методи регулювання заробітної плати і доходів населення, виходячи з визнання активної ролі держави у розподільчих процесах.
У сучасній економічній теорії праця однозначно вважається фактором виробництва, а заробітна плата — ціною використання праці робітника. Прихильниками цієї концепції є відомі американські економісти П. Самуельсон, В. Нордгауз.
З точки зору відносин розподілу заробітна плата — це грошове вираження частини необхідного продукту, яка надходить в індивідуальне споживання робітникам фірми згідно з кількістю і якістю затраченої ними праці у виробництві.

## Функції
Функції оплати праці — це її призначення та роль як складової сфери практичної діяльності щодо узгодження і реалізації інтересів суб'єктів трудових відносин.
Функції оплати праці з економічної точки зору спрямовані на задоволення приватних інтересів найвпливовіших суб'єктів ринку праці та збереження status quo щодо інших фактично більш слабких суб'єктів. Тоді як функції оплати праці з позицій науки трудового права покликані забезпечити втілення загальнонародного інтересу при визначенні частки кожного працюючого у розподілі створеного їх працею національного багатства.
Закон України «Про оплату праці» у преамбулі визначає відтворювальну та стимулюючу функцій заробітної плати. Вчені доповнюють цей перелік соціальною, регулюючою функціями та функцією формування платоспроможного попиту населення.
Відтворювальна функція полягає у забезпеченні працівників та членів їх сімей необхідними життєвими благами для відновлення робочої сили. Для того щоб підтримувати своє життя, людина повинна споживати певну кількість життєвих засобів. Однак людина, подібно машині, зношується, і її доводиться заміняти іншою людиною. Крім тієї кількості життєвих засобів, які необхідні для підтримки існування самого працівника, він потребує ще в деякій їх кількості для того, щоб виростити дітей, які повинні його замінити на ринку праці та увічнити рід працівників. Крім того, працівник може несе витрати для того, щоб розвити свою робочу силу і отримати певну кваліфікацію.
Стимулююча функція оплати праці розглядається як така, що покликана заохотити працівника до постійного поліпшення якості та результатів власної праці через встановлення залежності її розміру від кількості та якості праці. Ця функція проявляється у структурній побудові заробітної плати на рівні додаткової заробітної плати та інших заохочувальних виплат у формі надбавок, доплат та різноманітних премій.
Соціальну функцію оплати праці можна розглянути у трьох напрямках: 1) як індикатор економічного розвитку держави; 2) як розподіл загального грошового фонду суспільства між державою, підприємцями та працівниками; 3) як прояв інтересів та можливість впливу різних верств суспільства на розподіл національного доходу.
Регулююча функція оплати праці характеризує оптимізацію розміщення робочої сили за регіонами, галузями господарства, підприємствами залежно від ринкової кон'юнктури. Об'єктивною основою реалізації цієї функції є диференціація рівня оплати праці за окремими категоріями працівників, зайнятих у різних сферах діяльності, зокрема, між ринковим сектором і бюджетною сферою, між сферою виробництва та послуг, між видобувними і переробними галузями тощо.

## Особливості
Організації і фірми виплачують заробітну плату в грошовій формі, це обумовлено наявністю товарно-грошових відносин і ринку. В цивілізованій економіці виплата зарплати не може проходити в натуральній формі.
Грошова заробітна плата — найгнучкіший засіб обліку затрат і результатів праці.
Регулювання заробітної плати здійснюється фірмою і державою. Перш за все встановлюється міра праці. Вона відбиває кількість праці (величина затраченої мускульної і нервової енергії), інтенсивність праці і якість праці (ступінь складності і значення роботи). В результаті з'являються норми виробітку, норми часу, норми обслуговування на тих чи інших роботах. Підприємства і держава проводять нормування праці. Виконана норма — це перш за все кількість праці певної якості, яку віддав робітник фірмі чи державі протягом певного часу. За це він отримує грошову винагороду в формі заробітної плати.
Держава і підприємство встановлюють такі принципи диференціації заробітної плати працівників:
- величина заробітної плати залежить від складності праці, професійних навичок і кваліфікації робітника;
- величина заробітної плати залежить від умов роботи, від її важкості, шкідливості для здоров'я. Праця у важких і шкідливих умовах оплачується вище;
- величина заробітної плати залежить від результатів виробничої діяльності фірми в цілому.

## Форми зарплати

### Погодинна заробітна плата
Розрізняють дві основні форми заробітної плати: погодинну та відрядну. Погодинна зарплата нараховується робітникам залежно від кваліфікації і фактично відпрацьованого часу. Вона застосовується для оплати праці тих робітників:
1. виробіток яких неможливо чітко нормувати;
2. в роботі яких головним є не зростання продуктивності праці, а підвищення якості продукції;
3. виробіток яких в основному залежить не від їх індивідуальних трудових зусиль, а визначається технологічним процесом.

Функції ж робітника зводяться тільки до налагоджування, спостереження і контролю за роботою обладнання. При погодинній формі величина заробітної плати обчислюється як добуток погодинної ставки і кількості праці. Погодинна оплата передбачає просту погодинну систему, що обумовлює оплату за фактично відпрацьований час та погодинно-преміальну, яка враховує ще й інші моменти: виконання норми, ріст продуктивності праці, якість робіт і продукції, економію ресурсів.

Останні десятиріччя характеризуються все ширшим застосуванням погодинної заробітної плати і відповідним скороченням відрядної внаслідок зростання механізації та автоматизації виробництва. У Великій Британії, США, Німеччині і Франції 60-70 % промислових робітників отримують погодинну заробітну плату.

### Відрядна форма
Відрядна форма заробітної плати застосовується на роботах, де праця піддається точному і повному обліку, де широко використовуються норми виробітку. Величина заробітної плати при ній обчислюється як добуток розцінки одиниці виробу і кількості виробів.
Виділяють такі системи відрядної заробітної плати:
- пряма відрядна заробітна плата. Вона передбачає прямо пропорційну залежність між зростанням обсягу виробки і збільшенням заробітної плати;
- відрядно-прогресивна заробітна плата. Суть її полягає в тому, що виготовлена продукція в розмірі норми виробітку оплачується по основних розцінках, а продукція понад норму — за розцінками вищими й зростаючими;
- відрядно-регресивна заробітна плата. При ній кожному відсотку збільшення виробітку понад норму відповідає приріст заробітку менше одного відсотку. Вона робить невигідним перевиконання норми виробітку;
- відрядно-преміальна заробітна плата. При цій системі виготовлена продукція в розмірі норми виробітку оплачується по основних розцінках, а за продукцію, виготовлену понад норму, за дотримання технологічної дисципліни, за безаварійну роботу передбачена премія;
- акордна заробітна плата. У цьому випадку заробітна плата встановлюється не за кожний виріб або операцію, а за весь обсяг робіт за акордними розцінками;
- колективна відрядна заробітна плата. При цьому заробітна плата робітника залежить від виробітку бригади, лінії, зміни. Колективний заробіток розподіляється між членами бригади згідно з присвоєними їм розрядами, коефіцієнтами і відпрацьованим часом.

## Номінальна та реальна зарплата
Розрізняють номінальну та реальну заробітну плату. Номінальна заробітна плата являє собою суму грошей, яку отримує робітник за виконану роботу. На її величину впливають різні фактори: рівень кваліфікації, різні умови й ефективність праці та кількість і якість праці. Підвищення середньомісячної зарплати на перший погляд свідчить про певне поліпшення добробуту населення. Але точнішим показником тут є реальна заробітна плата.
Реальна заробітна плата — це сума матеріальних благ та послуг, які можна придбати за номінальну зарплату. Реальна зарплата залежить від низки факторів, а саме:
- рівня номінальної зарплати;
- цін на товари і послуги, які споживає населення;
- величини податків, які сплачуються різними верствами населення в бюджет.

## Невиплата заробітної плати
Безпідставна невиплата заробітної плати, стипендії, пенсії чи іншої установленої законом виплати громадянам більш як за один місяць, вчинена умисно керівником підприємства, установи або організації незалежно від форми власності чи громадянином — суб'єктом підприємницької діяльності передбачає кримінальну відповідальність. Водночас, особа звільняється від кримінальної відповідальності, якщо до притягнення до кримінальної відповідальності нею здійснено виплату заробітної плати, стипендії, пенсії чи іншої встановленої законом виплати громадянам.

## Жорстка заробітна платня
Жорстка заробітна платня — заробітна плата, яка не змінюється у відповідь, як реакція на зміну ціни на кінцеву продукцію і послуги. Жорсткість зумовлюється системою контрактів, якими закріплюється об'єм (сума) заробітної плати.

## Мінімальна заробітна плата
Мінімальна заробітна плата - встановлений державою мінімум заробітної плати за період, який підприємці мають сплачувати найманим працівникам. В Україні мінімальна заробітна плата закладається у закон про державний бюджет України. Згідно принципів ринкової економіки встановлення мінімальної заробітної плати є втручанням у роботи ринкового механізму на ринку праці - попиту і пропозиції праці, викривленням ціни на працю - заробітної плати. 
Вставновлення мінімальної заробітної плати, викривлює сигнальну функцію ринкової ціни, що призводить до інвестиційних помилок, виникнення дефіцитів та профіцитів на ринку. 
Встановлення мінімальної заробітної плати є способом оподаткування підприємців, оскільки зобов'язує сплачувати податок фізичних осіб-підприємців (ФОП) з мінімальної заробітної плати.

## Рейтинг країн з найвищими зарплатами
Станом на початок квітня 2024 року, згідно дослідження, яке було опубліковано у журналі Ceoworld, оголошено наступний рейтинг країн світу з найвищими зарплатами (валова середньомісячна зарплата у доларовому еквіваленті за чинним курсом):
- Швейцарія – $8111;
- Люксембург – $6633;
- США – $6455;
- Ісландія – $6441;
- Норвегія – $5665;
- Данія – $5642;
- Канада – $5081;
- Гренландія – $4665;
- Ірландія – $4622;
- Нідерланди – $4581.